# Lerista elegans
Lerista elegans är en ödleart som beskrevs av  Gray 1845. Lerista elegans ingår i släktet Lerista och familjen skinkar. Inga underarter finns listade i Catalogue of Life.